# Yuntai-Wasserfall
Der Yuntai-Wasserfall im Yuntai-Gebirge in der chinesischen Provinz Henan ist der höchste Wasserfall Chinas ohne Unterbrechungen (Stufen).
Der im Wangwushan-Yuntaishan-Nationalpark im Yuntaishan UNESCO Global Geopark  gelegene Wasserfall gehört zu den beliebtesten Touristenattraktionen des Landes. 2024 kam an die Öffentlichkeit, dass die Wassermassen, welche die 314 Meter hohe Felswand hinab stürzen, zumindest teilweise künstlich durch Rohre erzeugt werden. Ein lokaler Regierungsbeamte gab daraufhin bekannt, dass dies dafür sorgen solle, dass Touristen auch in der Trockenzeit Wasser fließen sehen.